# Astracantha michauxiana
Astracantha michauxiana är en ärtväxtart som först beskrevs av Pierre Edmond Boissier, och fick sitt nu gällande namn av Dieter Podlech. Astracantha michauxiana ingår i släktet Astracantha och familjen ärtväxter. Inga underarter finns listade i Catalogue of Life.